# بارني ماكاولي
بارني ماكاولي (بالإنجليزية: Barney McAuley)‏ هو لاعب قذف بريطاني، ولد في 1982 في Loughguile ‏ في المملكة المتحدة.